# Макданнох, Джеймс
Джеймс Халлидей Макданнох (англ. James Halliday McDunnough; 10 мая 1877, Торонто — 23 февраля 1962, Галифакс) — канадский лингвист, музыкант и энтомолог, наиболее известный своими работами по изучению североамериканских чешуекрылых, также внёсший важный вклад в изучение североамериканских Ephemeroptera.

## Биография
Макданнох вместе с матерью и тётей отправился в Берлин, где получил классическое музыкальное образование, обучаясь у великого скрипача Йозефа Иоахима. Проработав сезон скрипачом в симфоническом оркестре в Глазго (предположительно, в нынешнем Королевском шотландском национальном оркестре), он преподавал английский язык в русской семье, а затем решил сменить профессию. В 1904 году вернулся на учёбу в Берлин и получил докторскую степень по зоологии в 1909 году.
Вернувшись в Северную Америку, недолго работал в Морской биологической лаборатории в Вудс-Холе, штат Массачусетс, женился на Маргарет Бертельс, уроженке Берлина. Вскоре он узнал о важной возможности: богатому хирургу из Декатура, штат Иллинойс, по имени Уильям Барнс требовался энтомолог для выполнения функций куратора его частной коллекции североамериканских перепончатокрылых — вероятно, лучшей из существовавших в то время.
С 1910 по 1919 год Макданнох, в соавторстве с Барнсом, подготовил впечатляющий объем исследований по таксономии североамериканских чешуекрылых, включая первые четыре тома частного издания «Contributions to the Natural History of the Lepidoptera of North America», «Check list of the Lepidoptera of Boreal America» 1917 года, «Illustrations of the North American Species of the Genus Catocala» и многочисленные журнальные статьи, всего 67 работ. В этот период также опубликовал девять статей исключительно под своим именем.
В 1918 году Макданнох провел лето, помогая Канадской национальной коллекции насекомых (ныне Канадская национальная коллекция насекомых, арахнид и нематод), упорядочивая микролепидоптерологическую часть коллекции. Это привело к тому, что в 1919 году он оставил работу у Барнса и возглавил недавно созданный Отдел систематической энтомологии в составе Энтомологического отделения Канадского министерства сельского хозяйства. Работал там до 1946 года.
В течение этих 28 лет он руководил развитием Канадской национальной коллекции в хранилище мирового класса образцов насекомых и других членистоногих, а также обширной библиотекой энтомологических публикаций, проводил исследования по всей Канаде и опубликовал 199 таксономических работ.
С 1921 по 1938 гг был редактором журнала Энтомологического общества Канады The Canadian Entomologist. После выхода на пенсию был назначен научным сотрудником Американского музея естественной истории, где проработал с конца 1946 по 1950 гг.
В 1950 году, после смерти жены, переехал в Галифакс, где стал научным сотрудником Музея науки Новой Шотландии, продолжая публиковать работы в AMNH. В следующем году он стал первым президентом Общества лепидоптеристов. Его последняя работа была опубликована в год его смерти, в 1962 году, в возрасте 84 лет.